# Robert Bonfils (artiste américain)
Pour les articles homonymes, voir Robert Bonfils et Bonfils.
Robert Bonfils, né le 25 février 1922 à Kansas City et mort le 8 février 2018, est un peintre et illustrateur américain,,.

## Illustrations

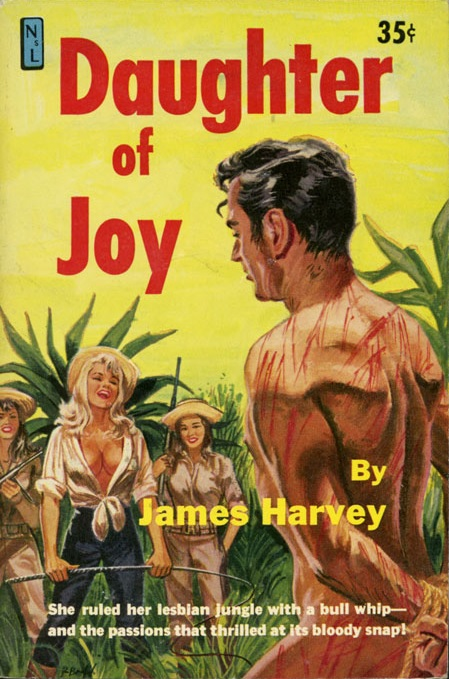
Daughter of Joy, 1960
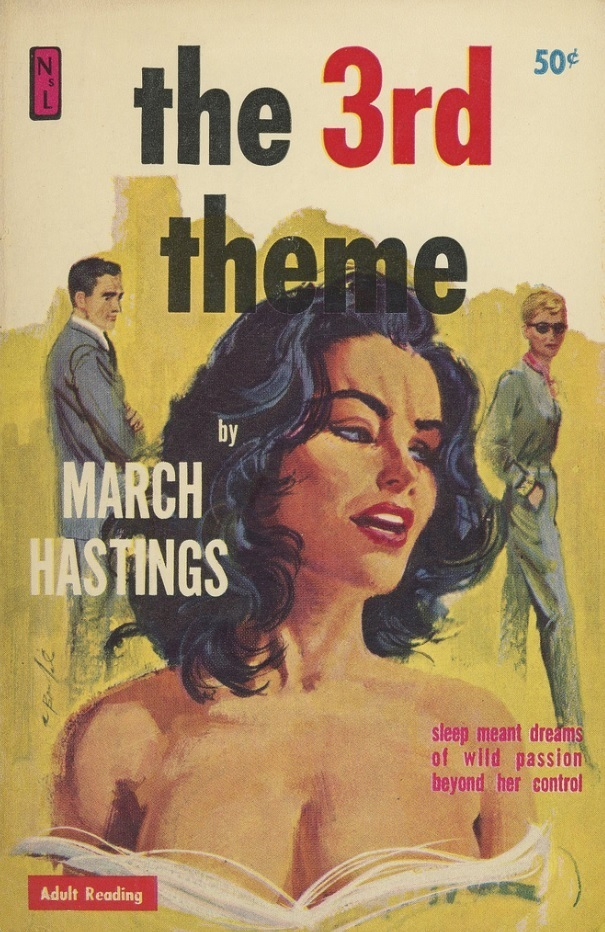
The 3rd Theme, 1961
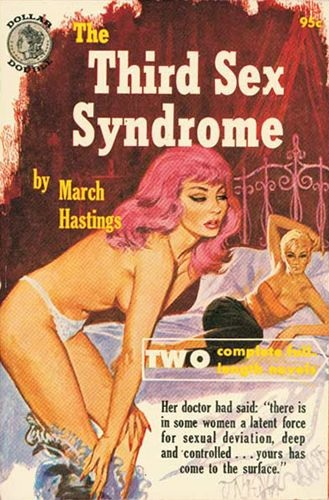
The Third Sex Syndrome, 1962
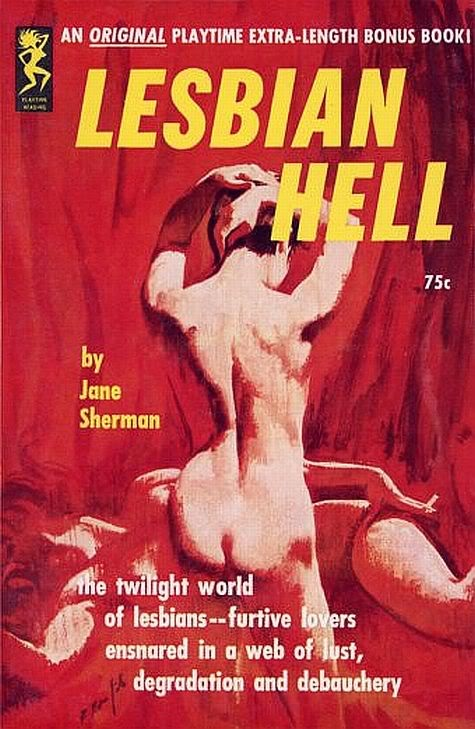
Lesbian Hell, 1963